# Acide heptanoïque
L'acide heptanoïque ou acide énanthique est un acide gras saturé comportant 7 atomes de carbone. Sa formule brute est C7H14O2 et sa formule semi-développée CH3(CH2)5COOH. Il est notamment utilisé pour la synthèse d'esters par réaction avec des alcools pour la fabrication d'arômes. 